# 에어 애틀랜타 아이슬란드
에어 애틀랜타 아이슬란드(영어: Air Atlanta Icelandic)은 아이슬란드의 항공 회사로 허브 공항은 케플라비크 국제공항이 있다.

## 역사
1986년 2월 10일에 비행기 기장 출신과 기장 출신의 부인에 의해서 설립했다. 최초로 취항 노선은 바베이도스와 런던에 취항했으며 카리브해 항공에서 보잉 707과 에어버스 A320을 임대했다. 1988년에 항공 회사는 아프리카 항공사에 항공기를 임대했다. 1992년에 여객 서비스를 제공하기 시작해 여러 국제선 노선을 취항했다. 1993년 보잉 747을 도입해 전세 서비스를 제공했고 이후에 보잉 737도 추가로 도입해 돈므앙 국제공항과 프놈펜 국제공항에 취항했다. 2007년에 항공 회사는 화물의 서비스에 집중할 것을 발표 하면서 대부분의 항공기가 화물 항공기로 전환되면서 현재는 화물 노선과 전세 노선만 취항하고 있다.

## 보유 기종
- 2024년 5월 기준으로 에어 애틀랜타 아이슬란드는 다음과 같은 기종을 보유하고 있으며 평균 기령은 28.6년이다.[1]

## 사진

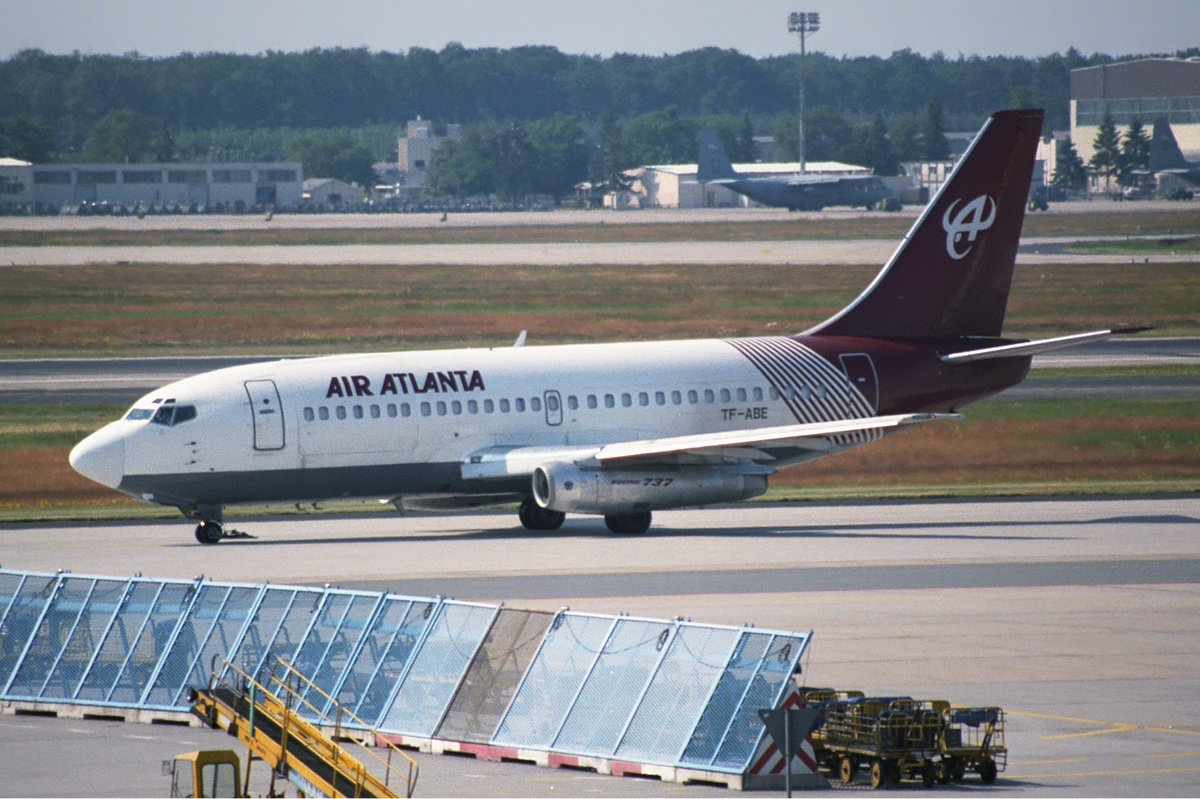
에어 애틀랜타 아이슬란드의 보잉 737-200 (퇴역)
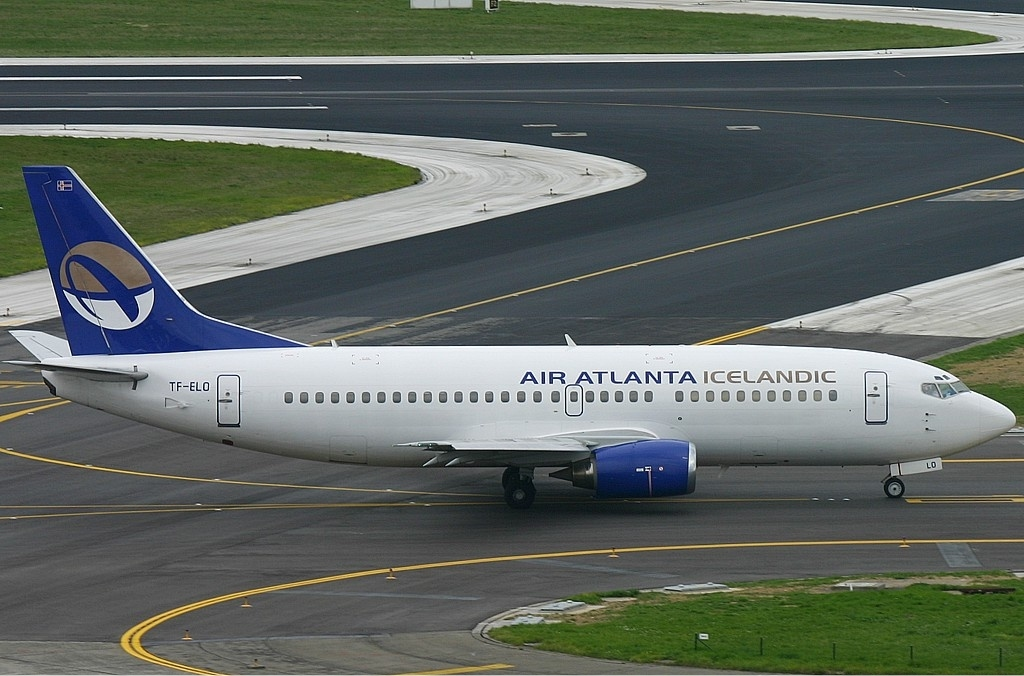
에어 애틀랜타 아이슬란드의 보잉 737-300QC (퇴역)
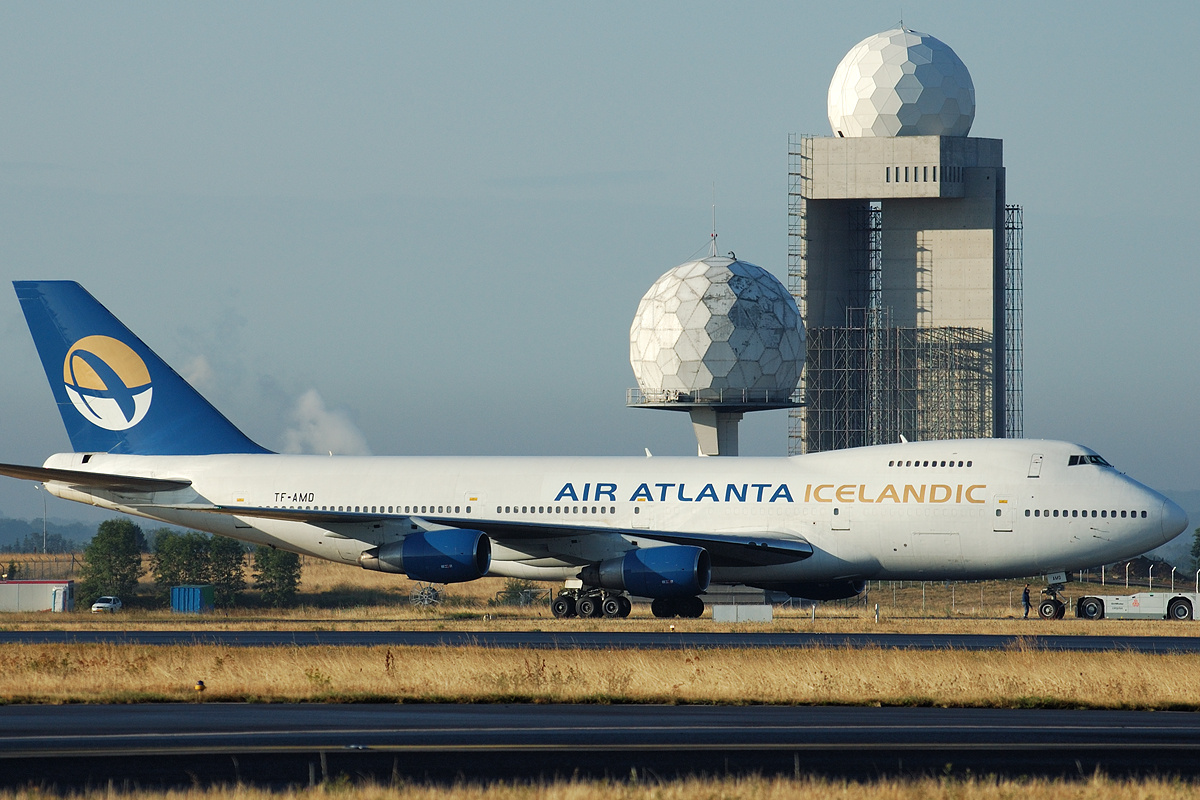
에어 애틀랜타 아이슬란드의 보잉 747-200F (퇴역)
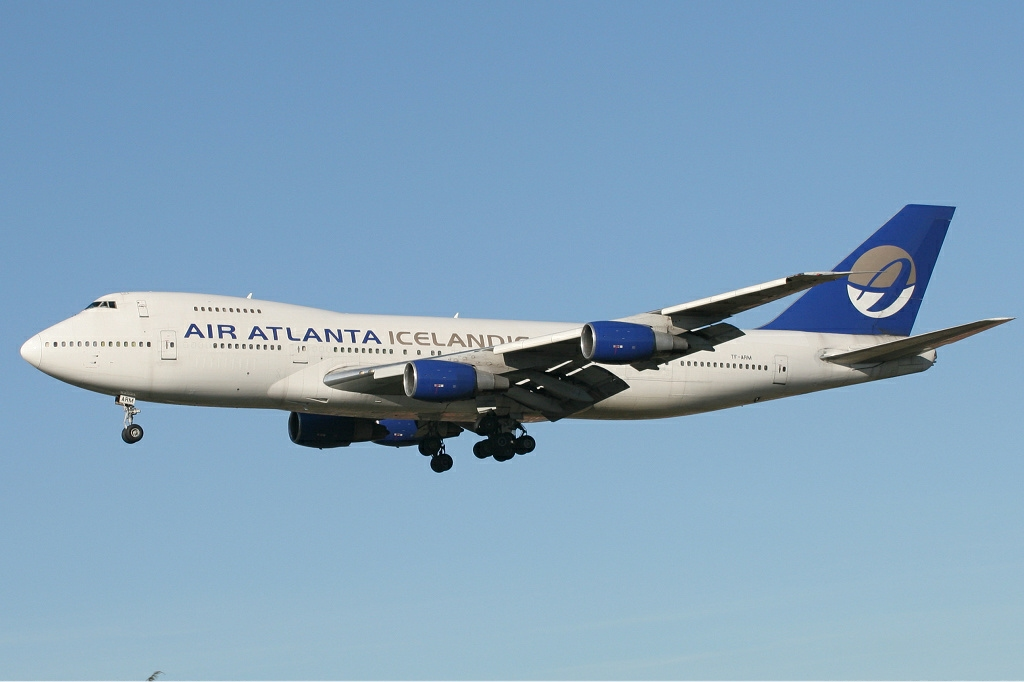
에어 애틀랜타 아이슬란드의 보잉 747-200F (퇴역)
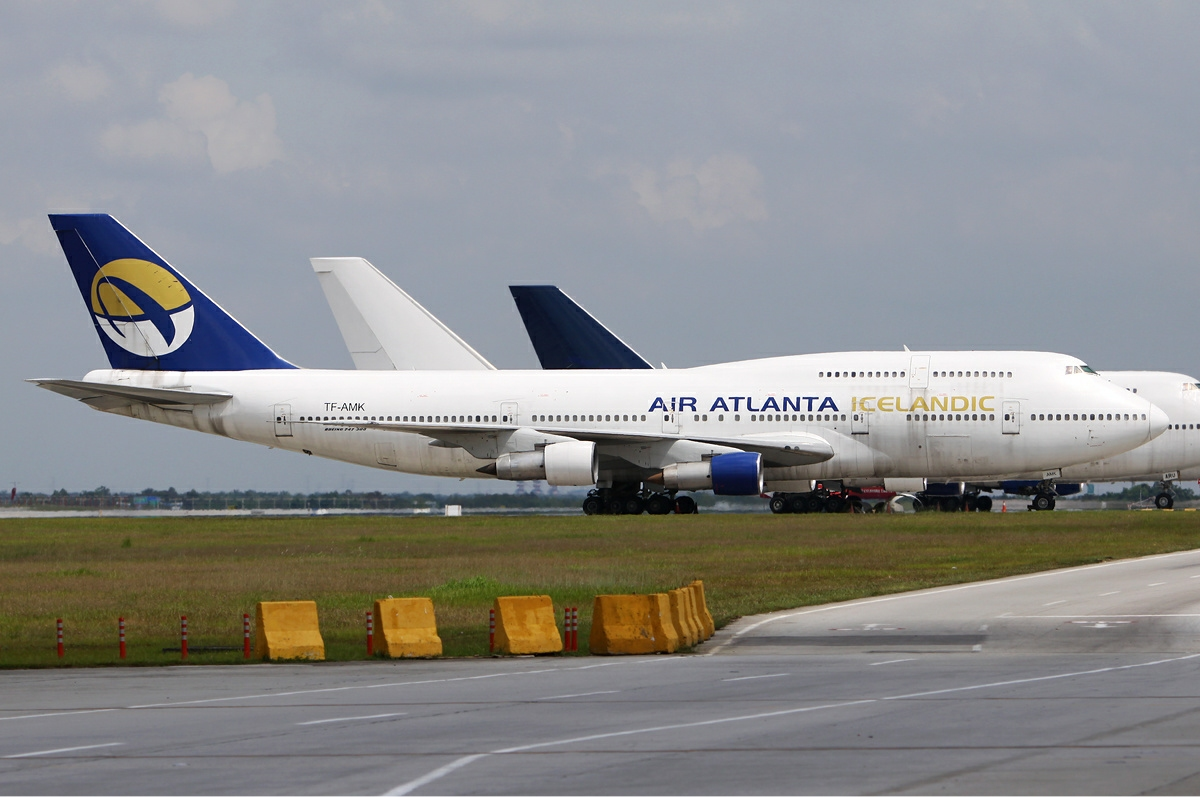
에어 애틀랜타 아이슬란드의 보잉 747-300 (퇴역)